# Knooppunt Euvelgunne
Het Knooppunt Euvelgunne (nabij het bedrijventerrein Driebond in Groningen) is het Nederlandse verkeersknooppunt voor de aansluiting van de dubbelbaansautoweg N7 en de dubbelbaansautoweg N46, ter vervanging van de huidige afritconstructie in het Europaplein tussen de Groninger oostelijke en zuidelijke ringweg.
Het knooppunt, in de vorm van een scheve trompetaansluiting, is aangelegd als onderdeel van het Euvelgunnetracé. Het knooppunt en het tracé zijn vernoemd naar de voormalige buurtschap Euvelgunne. Door het knooppunt ontstaat een doorgaande verbinding zonder verkeerslichten op het traject van de A7 naar de oostelijke ringweg, waarbij ook het Europaplein wordt ontlast.
Het knooppunt is in de ringweg (van Europaplein naar Ringweg Oost v.v.) geopend op 15 december 2008. De tak vanuit de A7 (vanuit Duitsland richting zowel Europaplein als Ringweg Oost en v.v.) is op 1 februari 2009 geopend. Hiermee is het voormalige tracé over de Gideonbrug nu officieel een stadsautoweg met een maximale snelheid van 70 km/h.

## Richtingen knooppunt
| Aansluitende wegen                                       | Aansluitende wegen | Aansluitende wegen                                     | Aansluitende wegen | Aansluitende wegen |
| -------------------------------------------------------- | ------------------ | ------------------------------------------------------ | ------------------ | ------------------ |
|                                                          |                    | richting Bedum / Eemshaven                             |                    |                    |
|                                                          |                    |                                                        |                    |                    |
| richting Drachten / Heerenveen / Sneek / Hoorn / Zaandam |                    |                                                        |                    |                    |
|                                                          |                    |                                                        |                    |                    |
|                                                          |                    | (A7) richting Hoogezand / Bad Nieuweschans / Bunde (D) |                    |                    |

Almere · Amstel · Arnestein · Assen · Azelo · Badhoevedorp · Bankhoef · Batadorp · Beekbergen · Benelux · Beverwijk · Bodegraven ·  Boterdiep ·  Buren · Burgerveen · Coenplein · De Baars · De Hoek · De Hogt · De Nieuwe Meer · De Poel · De Punt · De Stok · Deil · Diemen · Drachten · Drie Klauwen · Eemnes · Ekkersweijer · Emmeloord · Empel · Euvelgunne · Everdingen · Ewijk · Galder · Gooimeer · Gorinchem · Gouwe · Grijsoord · Hattemerbroek · Heerenveen · Hellegatsplein · Het Vonderen · Hintham · Hoevelaken · Hofvliet · Holendrecht · Holsloot · Hoogeveen · Hooipolder · IJmuiden (niet officieel) · Joure · Julianaplein · Kerensheide · Kethelplein · Klaverpolder · Kleinpolderplein · Kooimeer · Kruisdonk · Kunderberg · Lankhorst · Leenderheide · Lunetten · Maanderbroek · Markiezaat · Muiderberg · Neerbosch · Noordhoek · Ommedijk · Oud-Dijk · Oudenrijn · Paalgraven · Princeville · Prins Clausplein · Raasdorp ·  Reitdiep ·  Ressen · Ridderkerk · Rijkevoort · Rijnsweerd · Rottepolderplein · Rozenburg · Sabina · Sint-Annabosch · Stelleplas · Slufter · Ten Esschen · Terbregseplein · Tiglia · Vaanplein · Valburg · Velperbroek · Velsen · Vlaardingen · Vrijheidsplein · Vught · Waterberg · Watergraafsmeer · Werpsterhoek · Westerlee · Ypenburg · Zaandam · Zaarderheiken · Zonzeel · Zoomland · Zuidbroek · Zurich

Geplande knooppunten:
De Liemers · Zestienhoven

Voormalige knooppunten:
Bocholtz · Ekkersrijt · Europaplein (Groningen) · Europaplein (Maastricht) · Lindenholt